# UNdata
UNdata és un motor de cerca d'Internet que mostra sèries de dades contingudes a bases de dades estadístiques proporcionades pel sistema de les Nacions Unides.
El cercador va ser llançat el febrer de 2008, per la Divisió d'Estadística de las Nacions Unides (United Nations Stadistics Division, UNSD) desenvolupat amb la col·laboració de l'Oficina Central d'Estadística de Suècia i l'Agència Sueca Internacional de Cooperació per al Desenvolupament (ASID –en suec Styrelsen för Internationellt Utvecklingssamarbete, Sida).
UNdata permet buscar i descarregar una varietat de recursos estadístics relacionats amb: educació, energia, medi ambient, alimentació i agricultura, salut, desenvolupament humà, indústria, tecnologia de la informació i comunicació, comptes nacionales, població, refugiats, comerç i turisme.
UNdata ha aparegut a CNET TV i anomenat com Best Of The Internet en PC Magazine. Es troba llistat al Registry of Research Data Repositories re3data.org.